# Poble Espanyol de Barcelona
El Poble Espanyol de Barcelona és un conjunt arquitectònic situat a la muntanya de Montjuïc de Barcelona, catalogat com a Bé Cultural d'Interès Local. Es tracta d'un atractiu turístic de la ciutat amb art contemporani, arquitectura, artesania i gastronomia en un mateix entorn. El recinte està integrat per 117 edificis a escala real, que componen un veritable poble espanyol amb els seus carrers, cases, places, teatre, escola, restaurants i tallers artesans.

## Història i descripció
Construït per l'Exposició Internacional de Barcelona de 1929, tenia com a objectiu recrear un «poble ideal» que contingués les principals característiques dels diferents pobles espanyols. La idea va ser impulsada per l'arquitecte Josep Puig i Cadafalch i el projecte va ser realitzat pels arquitectes Francesc Folguera i Ramon Reventós, amb la participació del crític d'art Miquel Utrillo i del pintor Xavier Nogués. Els quatre professionals van fer diferents viatges per la Península per recollir material iconogràfic que havia de servir de referent per al projecte. Durant el recorregut van fer centenars de fotografies, anotacions i dibuixos. En total, van visitar 1.600 poblacions amb l'objectiu de construir no una col·lecció d'obres mestres de l'arquitectura peninsular, sinó una síntesi de l’arquitectura popular de les diferents cultures i climes de l’Estat espanyol. Compta amb 117 edificis de quinze de les actuals comunitats autònomes d'Espanya: Andalusia, Aragó, Astúries, Cantàbria, Castella - La Manxa, Castella i Lleó, Catalunya, País Valencià, Extremadura, Galícia, Illes Balears, Madrid, Múrcia, Navarra i País Basc. No hi ha cap edifici de les Illes Canàries, ja que els responsables del projecte no van poder visitar-les per raons de pressupost.
El recinte tenia una vida programada de sis mesos, els mateixos que durava l'exposició. Tanmateix, l'èxit de públic va fer pensar en la seva conservació, de manera que segueixi obert fins ara. El nom assignat en un principi era el de Iberona, però la dictadura de Primo de Rivera el va rebatejar com a Pueblo Español.
Morfològicament està urbanitzat com una població i disposa dels següents elements: una muralla defensiva, baluards i portal, església, campanar, monestir, plaça major, ajuntament, places i carrers, fonts, etc. Les muralles tenen un accés únic en la zona més propera a l'avinguda del Marquès de Comillas a través d'una porta amb dues torres (Porta d'Àvila). Un cop a dins, es passa a través dels porxos d'un edifici i s'arriba a la plaça major, porxada pels seus quatre costats i presidida per un ajuntament. A partir d'aquí, es presenten una varietat de recorreguts caracteritzats per la disposició aparentment desendreçada de petits carrers i places. El recorregut passa per una església i per un reguitzell d'edificis de diferents tipologies, materials i colors. Al final del recorregut, en la cota més alta, es pot accedir a un monestir format amb diversos elements romànics.
La topografia del projecte s’adapta a la original, producte de les excavacions històriques com a pedrera del lloc. El pendent ajuda a percebre els diferents espais urbans des de diferents nivells de cota. Artísticament cal destacar el curós treball dels materials que s'utilitza en les parts dels edificis exposades. La resta de parts, les que no són protagonistes de l'ambientació, estan realitzades sense decoracions i són merament funcionals. El conjunt es considera historicista tenint en compte l'objectiu principal de reproduir els models arquitectònics i urbans al més mimèticament possible, modificant-los només per raons tècniques o d'harmonització de cada peça dins del global. Tipològicament, els edificis són interpretats dins d'una estructura urbana amb una escala i alçada reguladora que ajuda a integrar els diferents estils en un conjunt harmònic.

## Museu Fran Daurel
El Museu Fran Daurel és una col·lecció privada oberta al públic que acull més de 295 obres d'autors clau de l'art contemporani català i espanyol: Picasso, Dalí, Miró, Tàpies, Barceló, Guinovart i Amat, entre molts altres. Pintures, escultures, tapissos, dibuixos i peces de ceràmica es concentren en aquest museu que inclou, a més, un jardí escultòric –amb 41 escultures de gran format–en què l'art i la natura es combinen harmònicament, És gestionat per la Fundació Fran Daurel.
L'activitat ceramista de Pablo Picasso es concentra entre el 1947 i el 1962. Durant aquests anys, l'artista malagueny no es limita només a aprendre i utilitzar la tècnica tradicional de fer ceràmica, sinó que inclou una lectura personal, és a dir, utilitza procediments inventats per ell mateix. Les peces que es poden contemplar al Museu Fran Daurel són sobretot dels anys 50 i 60. A través de la ceràmica, Picasso expressa tota mena de sentiments, especialment alegria. D'una banda, perquè ja havia passat la Segona Guerra Mundial i d'altra, pel naixement dels seus dos fills, Paloma i Claude. Aquesta alegria es percep en els rostres
humans somrients i en la presència d'animals d'inspiració infantil (composicions senzilles i esquemàtiques i colors primaris).

## Galeria d'imatges

Porta d'Àvila, entrada principal
Edificis del Poble Espanyol